# Max Robert
Max Robert (ur. 9 czerwca 1967 w Nantes) – francuski bobsleista. Dwukrotny olimpijczyk, brązowy medalista czwórki mężczyzn na igrzyskach w Nagano. Jest również mistrzem świata w czwórce z 1999 roku.
Uprawiał także lekkoatletykę (sprinty).

## Wyniki olimpijskie
| Igrzyska         | Konkurencja      | Wynik |
| ---------------- | ---------------- | ----- |
| Lillehammer 1994 | Dwójki mężczyzn  | 21.   |
| Lillehammer 1994 | Czwórki mężczyzn | 21.   |
| Nagano1998       | Czwórki mężczyzn |       |